# West Haven (Utah)
Pour les articles homonymes, voir West Haven.
West Haven est une municipalité américaine située dans le comté de Weber en Utah. Lors du recensement de 2010, sa population est de 10 272 habitants.

## Géographie
West Haven fait partie de l'agglomération d'Ogden.
La municipalité s'étend sur 10,30 milles carrés (26,68 km2).

## Histoire
À l'automne 1990, les communautés de Kanesville, Taylor et Wilson votent pour former une municipalité, qui prendra le nom de West Haven. La municipalité est officiellement créée le 1er juillet 1991, malgré le retrait de Taylor du projet.
La localité de Wilson a été fondée en 1854 par les frères Wilson. Kanesville est fondée quelques années plus tard, en 1868, sous le nom de Northeast Hooper. Elle adopte son nom actuel dans les années 1880, en l'honneur du colonel Thomas Leiper Kane.

## Démographie
La population de West Haven est estimée à 12 329 habitants au 1er juillet 2016.
| Groupe                           | West Haven | Utah | États-Unis |
| -------------------------------- | ---------- | ---- | ---------- |
| Blancs                           | 92,1       | 91,1 | 76,9       |
| Asiatiques                       | 3,3        | 2,5  | 5,7        |
| Métis                            | 1,5        | 2,5  | 2,6        |
| Amérindiens                      | 0,5        | 1,6  | 1,3        |
| Afro-Américains                  | 0,4        | 1,4  | 13,3       |
|                                  |            |      |            |
| Hispaniques et Latino-Américains | 10,9       | 13,8 | 17,8       |

Le revenu par habitant était en moyenne de 26 676 dollars par an entre 2012 et 2016, supérieur à la moyenne de l'Utah (25 600 dollars) mais en-dessous de la moyenne nationale (29 829 dollars). Le revenu médian par foyer y était toutefois plus élevé (74 014 dollars contre respectivement 62 518 et 55 322 dollars). Sur cette même période, 6 % des habitants de West Haven vivaient sous le seuil de pauvreté (contre 10,2 % dans l'État et 12,7 % à l'échelle des États-Unis).